# 1904 en cyclisme
| Années du cyclisme : 1901 - 1902 - 1903 - 1904 - 1905 - 1906 - 1907    |
| Décennies du cyclisme : 1870 - 1880 - 1890 - 1900 - 1910 - 1920 - 1930 |

Les faits marquants de l'année 1904 en cyclisme.

## Par mois

### Avril
- 3 avril : le Français Hippolyte Aucouturier gagne le Paris-Roubaix pour la deuxième année d'affilée.

### Mai
15 mai : l'Espagnol Tomas Penalba redevient champion d'Espagne sur route.
29 mai : le Français Fernand Augereau gagne Bordeaux-Paris.

### Juillet
- 2 juillet : départ du deuxième Tour de France. Le Suisse Michel Frederick gagne la 1re étape Paris-Lyon après le déclassement pour Tricherie, le 2 décembre 1904, du Français Maurice Garin.
- 9 juillet : Grosse bagarre au cours de la 2e étape Lyon-Marseille, au col de la République des supporteurs Stéphanois du Français Alfred Faure agressent Maurice Garin afin de favoriser l'échappée de Faure (Stéphanois lui aussi ). Le Français Hippolyte Aucouturier vainqueur de l'étape est déclassé pour tricherie, le 2 décembre 1904, au profit de Alfred Faure (la désignation de ce dernier est surprenante vus les événements advenus au col de la République.
- 13 juillet : durant la 3e étape Marseille-Toulouse, une barricade est installée à Nimes par des supporters de l'Alésien Ferdinand Payan, une nouvelle bagarre éclate. Le Français Hippolyte Aucouturier vainqueur de l'étape est déclassé pour Tricherie, le 2 décembre 1904, au profit du Français Henri Cornet.
- 17 juillet : le Français François Beaugendre gagne la 4e étape Toulouse-Bordeaux après le déclassement pour Tricherie, le 2 décembre 1904, du Français Lucien Pothier.
- 20 juillet : le Français Jean Baptiste Dortignacq gagne la 5e étape Bordeaux-Nantes après le déclassement pour Tricherie, le 2 décembre 1904, du Français Hippolyte Aucouturier .
- 23 juillet : le Français Jean Baptiste Dortignacq gagne la 6e étape Nantes-Paris après le déclassement pour Tricherie, le 2 décembre 1904, du Français Hippolyte Aucouturier.
- 23 juillet : arrivée du Tour de France, le Français Maurice Garin est une première fois déclaré vainqueur avant d'être déclassé le 2 décembre 1904 au profit de Henri Cornet le plus jeune vainqueur de l'Histoire du Tour, il a 20 ans.
- 30 juillet le Suisse Alexandre Castellino devient champion de Suisse sur route. L'épreuve ne reprendra qu'en 1908.

### Août
- 2 au 5 août : épreuve de cyclisme des Jeux olympiques à Saint-Louis.

### Septembre
- 3 au 10 septembre : championnats du monde de cyclisme sur piste à Londres. L'Américain Iver Lawson est champion du monde de vitesse professionnelle. L'Américain Marcus Murley est champion du monde de vitesse amateur.
- 20 septembre : l'Italien Achille Galadini gagne Rome-Naples-Rome.

### Octobre
16 octobre : le Belge Jules salès devient champion de Belgique sur route.

## Principales naissances
- 16 février : Antonin Magne, cycliste français, vainqueur du Tour de France en 1931 et 1934, champion du monde sur route en 1936 († 8 septembre 1983).
- 27 février : André Leducq, cycliste français, vainqueur du Tour de France en 1930 et 1932, et de Paris-Roubaix en 1928 († 18 juin 1980).
- 29 mai : Hubert Opperman, cycliste australien, vainqueur de Paris-Brest-Paris en 1931 († 18 avril 1996).
- 10 novembre : André Raynaud, cycliste français, champion du monde de demi-fond en 1936 († 20 mars 1937).

## Principaux décès
- 18 juin : Paul Dangla, cycliste français (° 16 janvier 1878).
- 2 juillet : Henri Béconnais, cycliste français (° 7 mars 1867).
- 21 novembre : Jimmy Michael, cycliste britannique, champion du monde de demi-fond en 1895 (° 18 août 1877).